# Resistencia, Chaco
Resistencia (phát âm [resisˈtensja]) là một thành phố ở đông bắc Argentina. Thành phố này là tỉnh lỵ tỉnh Chaco, một tỉnh nằm ở phía bắc Argentina, gần biên giới với Paraguay. Thành phố Resistencia nằm trên sông Paraná đối diện với thành phố Corrientes. Đây là thành phố lớn nhất tỉnh, thành phố lớn thứ hai của tỉnh là Sáenz Peña. 
Thành phố Resistencia, Chaco có diện tích ki lô mét vuông, dân số thời điểm năm 2001 là 274.490 người, ước tính dân số vùng đô thị Resistencia năm 2008 là 377.000 người. Vùng đô thị Resistencia đông dân thứ 11 quốc gia này.
Tọa lạc dọc theo sông Negro, một nhánh sông Paraná, khu vực này đã là nơi định cư của dân bản địa.